# 何汝鑣
何汝镳，廣東香山縣隆镇龙聚环人，字乙藜，清朝軍事人物、武進士出身。
光緒十八年，登庚壬辰科第一百三十八名进士，殿试三甲第八十四名，卫用守备，充兵部差官。